# Энвигадо (футбольный клуб)
«Энвига́до» (исп. Corporación Deportiva Envigado Fútbol Club) — колумбийский футбольный клуб из одноимённого города. В настоящий момент выступает в Кубке Мустанга, сильнейшем дивизионе страны.

## История
Команда была основана 14 октября 1989 года, в 1992 году дебютировала в Кубке Мустанга, высшем дивизионе чемпионата Колумбии. За всю историю «Энвигадо» лишь однажды вылетала из высшего в дивизиона, проведя сезон 2007 года в «Примере B», но победив в ней и вернувшись в высшую лигу уже на следующий год после вылета, клуб больше никогда не покидал её. В сводной таблице чемпионата Колумбии за все времена клуб занимает 15-е место. Домашние матчи команда проводит на стадионе «Полидепортиво Сур», вмещающем 12 000 зрителей. В итоговой таблице чемпионатов 2011 года «Энвигадо» занял 3-е место и впервые в своей истории получил право сыграть в официальном международном кубке, а именно в Южноамериканском кубке 2012.

## Титулы и достижения
- Победитель Второго дивизиона (2): 1991, 2007

## Участие в южноамериканских кубках
- Южноамериканский кубок (1):
  - Второй этап — 2012

## Сезоны по дивизионам
- Примера А (20): 1992—2006, 2008—н.в.
- Примера B (2): 1991, 2007